# Piraten
Piraten er en rutschebane i Djurs Sommerland, Danmark. Da den stod færdig var det landets største og hurtigste rutschebane idet dens højeste punkt er 32 meter og når en topfart på 90 km/t. Den er placeret i Piratland.
Piraten blev opført i 2008 og er i 2018 blevet kåret til verdens 7. bedste stålrutschebane og den 14. bedste rutschebane i verden.
Den er af typen "Mega-Lite Coaster" og er bygget af schweiziske Intamin, som også har leveret flere andre store rutschebaner.